# 1956年鐵路
此條目列出1956年發生有關鐵路運輸的事件。

## 事件

### 1月
- 1月22日：悉尼城市環線（英语：City Circle）全線通車。

### 2月
- 2月11日：氣仙沼線通車。

### 3月
- 3月20日：樽見線通車，營團地下鐵丸之內線由御茶之水站延長至淡路町站。

### 4月
- 4月30日：列寧格勒地鐵基洛夫－維堡線加設普希金站。

### 5月
- 5月6日：和歌山港線通車。

### 6月
- 6月1日：大阪市營地下鐵3號線由花園町站延長至岸里站。
- 6月26日：IND洛克威線改造成地鐵路線後恢復營運。
- 6月30日：羅徹斯特地鐵在營運29年後停運[1]。

### 7月
- 7月20日：營團地下鐵丸之內線由淡路町站延長至東京站。

### 9月
- 9月24日：九廣鐵路英段馬料水站啟用。

### 10月
- 10月16日：伊豆箱根鐵道十國鋼索線通車。

### 12月
- 12月27日：台糖員林線二重湳車站發生列車追撞事故，造成4死29傷[2]。
- 12月30日：列寧格勒地鐵基洛夫－維堡線加設維堡火車站。